# (35697) 1999 CG104
1999 CG104 (asteroide 35697) é um asteroide da cintura principal. Possui uma excentricidade de 0.18376110 e uma inclinação de 5.83168º.
Este asteroide foi descoberto no dia 12 de fevereiro de 1999 por LINEAR em Socorro.